# San Luis Potosí Challenger 2003
Il San Luis Potosí Challenger 2003 è stato un torneo di tennis facente parte della categoria ATP Challenger Series nell'ambito dell'ATP Challenger Series 2003. Il torneo si è giocato a San Luis Potosí in Messico dal 14 al 20 aprile 2003 su campi in terra rossa.

## Vincitori

### Singolare
Dick Norman ha battuto in finale  Federico Browne con il punteggio di 7–5, 0–6, 6–4.

### Doppio
Alex Bogomolov Jr. /  Frédéric Niemeyer hanno battuto in finale  Markus Hantschk /  Alexander Peya con il punteggio di 6–4, 7–6(5).